# Кускатлан (департамент)
Кускатлан (ісп. Cuscatlán) — один з 14 департаментів Сальвадору.
Знаходиться в центральній частині країни. Межує з департаментами Кабаньяс, Сан-Вісенте, Ла-Пас, Сан-Сальвадор та Чалатенанго. Адміністративний центр — місто Кохутепеке.
Площа — 756 км². Населення — 231 480 (2007).

## Історія
Утворений 22 травня 1835 року. Кускатланом місцеві індіанці називали в доколумбової період більшу частину сучасного Сальвадору, що в перекладі означає «дорогоцінна земля».

## Економіка
Економіка заснована на виробництві фруктів, тютюну, цукру та каву.

## Муніципалітети
1. Ель-Кармен
2. Ель-Росаріо
3. Канделарія
4. Кохутепеке
5. Монте-Сан-Хуан
6. Ораторія-де-Консепсіон
7. Сакатекас
8. Сан-Бартоломе-Перулапіа
9. Сан-Кристобаль
10. Сан-Педро Перулапан
11. Сан-Рамон
12. Сан-Рафаель Седрос
13. Сан-Хосе-Гуаіябаль
14. Санта-Круз-Аналькіто
15. Санта-Круз-Мічапа
16. Сучитото
17. Тенансинго